# 츠바사 -RESERVoir CHRoNiCLE-
《츠바사 크로니클》(ツバサ クロニクル, Tsubasa Chronicle)은 클램프의 만화와, 이를 원작으로 하는 일본 애니메이션이다. 애니메이션은 2005~06년에 NHK 교육 텔레비전에서 1,2기에 걸쳐 방영하였다. 이 작품은 클램프가 데뷔 이후 10여 년 동안 선보인 많은 작품들 속의 캐릭터들(샤오랑, 사쿠라, 춘향, 토우야, 아라시 등)이 독특한 세계관과 배경 설정 아래 총출동하여 이야기를 전개해 나가는 것이 특징이다. 그래서 이 작품을 가리켜 '클램프가 구축한 작품 세계의 총정리'라고 일컫기도 했다. 원작은 xxx Holic의 원작과도 연계한다.
대한민국에서는 애니메이션을 투니버스 CJ E&M㈜에서 수입하여 투니버스에서 방영하고 있다.

## 줄거리
샤오랑과 사쿠라는 평민과 공주라는 신분을 뛰어넘어 서로 사랑하는 사이이다. 하지만 둘은 아직 서로에게 고백을 하지 못했다. 사쿠라에게는 아직 자신이 각성하지 못한 엄청난 힘이 숨어있는데, 이를 노리는 세력에 의해 그만 모든 기억을 잃어 버리고 만다. 사쿠라의 기억은 수많은 깃털 형태로 바뀌어 전차원, 전시공간으로 날아가고 이를 빨리 되찾지 않으면 영원히 깨어나지 못한다. 사쿠라의 잃어버린 기억을 되찾기 위해 샤오랑은 차원의 마녀를 찾아가고, 거기엔 또 다른 용무를 지닌 마법사 파이와 닌자 쿠로가네가 찾아오는데….